# Померло, Рене
Рене́ Померло́ (фр. René Pomerleau; 1904—1993) — канадский миколог, пионер фитопатологии в Квебеке.

## Биография
Родился 27 апреля 1904 года в местечке Сен-Фердинанд. С 1920 года учился в Высшей школе сельского хозяйства в Сент-Анн-де-ля-Покатьер, затем, с 1925 года, — в Колледже Макдональда Университета Макгилла в Сент-Анн-де-Бельвю. В 1927 году Померло получил степень магистра, защитив диссертацию, в которой рассматривались пиреномицеты Квебека. Последующие три года Рене продолжал получать образование во Франции — сначала в Сорбонне под руководством профессора Пьера Огюстена Данжара, затем — в Национальной школе Вод и лесов в Нанси.
Вернувшись в Квебек в 1930 году, Р. Померло стал работником Министерства земель и лесов, основал лабораторию биологии леса в Бертьевилле. В 1937 году Монреальский университет, где Рене Померло учился под руководством Мари-Викторена, присвоил ему учёную степень доктора наук (D.Sc.). Диссертация Померло была посвящена патогену вяза Gnomonia ulmea, за неё он был удостоен Премии Атаназа Давида правительства Квебека.
С 1938 года Рене Померло возглавлял фитопатологическую лабораторию Министерства земель и лесов в Квебеке. В 1954 году он стал главой отделения патологии в Центре изучения леса в Сент-Фуа.
Померло был членом-основателем Микологического общества Америки, а также Монреальского и Квебекского клубов микологов-любителей. С 1940 по 1965 год он преподавал в звании доцента на факультете лесоводства Университета Лаваля, с 1942 по 1964 год — также на естественно-научном факультете.
В 1944 году Р. Померло был избран президентом Квебекского Линнеевского и Квебекского биологического обществ, в 1948 году он стал членом Королевского общества Канады. В 1954 году он был удостоен медали Французского ботанического общества, в 1969 году — премии Североамериканской микологической ассоциации, в 1977 году — медали столетия Квебекского географического общества. С 1988 года Померло — рыцарь Национального ордена Квебека.
В 1970 году Померло стал почётным доктором Университета сэра Джорджа Уильямса, в 1982 году — Торонтского университета.
Многие публикации Померло посвящены грибным болезням деревьев, в частности, вяза, берёзы, клёна, хвойных. В 1951 году он также опубликовал определитель грибов востока Канады и США, в 1962 году вместе с Александром Хэнчеттом Смитом описал близкий роду Маслёнок род Fuscoboletinus. Между 1972 и 1984 годами вышли три работы Померло по роду Мухомор. В 1980 году из печати вышла монография Flore des champignons au Québec et régions limitrophes, в которой он описал порядка 1500 видов грибов.
Скончался Рене Померло 13 октября 1993 года.

## Некоторые научные работы
- Pomerleau, R. Recherches sur le Gnomonia ulmea (Schw.) Thüm.. — New York, Montréal, 1938. — 139 p.
- Pomerleau, R. Champignons de l'est du Canada et des États-Unis. — Montréal, 1951. — 302 p.
- Pomerleau, R. Flore des champignons au Québec et régions limitrophes. — Montréal, 1980. — 652 p.